# Lago del 23 de Julio
Lago 23 de Julio también llamado Lago Bengasi (en árabe: بحيرة بنغازي أو بحيرة 23 يوليو) es una laguna ubicada entre el centro de la ciudad de Bengasi, y el puerto mediterráneo de la misma ciudad. Cubre un área de aproximadamente 100 hectáreas (alrededor de 1.000.000 metros cuadrados). Se localiza en el país africano de Libia en las coordenadas geográficas 32°06′15″N 20°03′50″E / 32.10417, 20.06389